# 永福柯
永福柯（学名：Lithocarpus yongfuensis）为壳斗科柯属下的一个种。

## 扩展阅读
- 維基物種上的相關：永福柯